# Лёгкие крейсера типа «Джузеппе Гарибальди»
Лёгкие крейсера́ ти́па «Джузе́ппе Гариба́льди» — тип лёгких крейсеров итальянского флота времён Второй мировой войны. Всего построено 2 корабля: «Джузеппе Гарибальди» (итал. Giuseppe Garibaldi), «Дюка делльи Абруцци» (итал. Luigi di Savoia Duca degli Abruzzi). Известны также как тип «Абруцци». Являлись дальнейшим развитием лёгких крейсеров типа «Дюка д’Аоста». В военно-морской литературе классифицируются как тип «Кондоттьери E» (Condottieri E). Наиболее совершенные лёгкие крейсера итальянского флота. Оба крейсера пережили Вторую мировую войну и в дальнейшем вошли в состав ВМС Италии. «Джузеппе Гарибальди» был радикально перестроен в 1957—1961 годах и стал первым итальянским ракетным крейсером.
Дальнейшим развитием крейсеров типа «Джузеппе Гарибальди» должны были стать лёгкие крейсера типа «Чиано», представлявшие собой усовершенствованную версию «Гарибальди». Предполагалось построить шесть крейсеров этого типа, с закладкой первых двух в 1940 году. В связи со вступлением Италии во Вторую мировую войну планы постройки были отменены.

## История создания

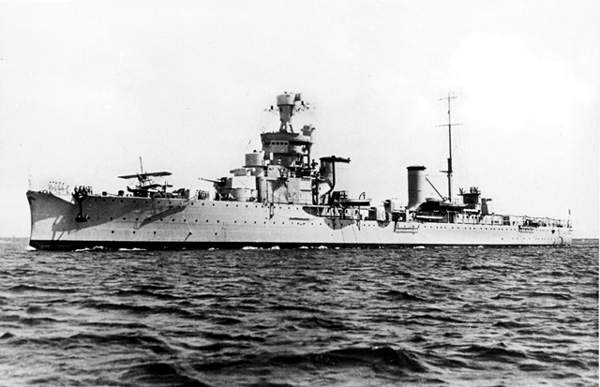
Лёгкий крейсер «Альберико да Барбиано».

Эволюция итальянских лёгких крейсеров началась с создания проекта «Альберико да Барбиано», известного в военно-морской литературе как «Кондоттьери А». Командование ВМС Италии стремилось получить корабли, способные эффективно бороться с многочисленными французскими контр-миноносцами типов «Ягуар», «Бизон» и «Эгль», традиционно, хотя и необоснованно, причисляемых российскими специалистами к лидерам эсминцев. Финансовые ограничения вынудили пойти по пути поиска паллиативных решений. Их итогом стала идея небольшого и чрезвычайно быстроходного крейсера-скаута. Четыре первых крейсера были заложены в 1928 году и вступили в строй в 1931 году.
По проекту новые крейсера должны были не уступать в скорости французским контр-миноносцам, но при этом иметь подавляющее превосходство в огневой мощи и дальнобойности главного калибра. На испытаниях «Кондоттьери А» показали рекордные скоростные качества, а «Альберико да Барбиано» даже стал формально самым быстроходным крейсером мира, развив ход 42,05 узла. Однако в реальной эксплуатации скорость первых итальянских крейсеров-скаутов не превышала 31—32 узлов и таким образом они оказались недостаточно быстроходны для поставленных перед ними задач. При этом корабли отличались малой надежностью, низкой прочностью корпуса, сильнейшими вибрациями на полном ходу. Мореходность оказалась недостаточной, запас топлива мал, а обитаемость неудовлетворительной. Не оправдалась и ставка на огневую мощь. Хотя крейсера и несли по восемь 152-мм орудий в двухорудийных башнях, но их баллистические характеристики были слишком форсированы, а сами орудия размещены в одной люльке, слишком близко друг к другу. Это предопределило весьма низкую кучность стрельбы. В довершение ко всему, броневая защита «Кондоттьери» первой серии оказалась крайне слабой, что дало итальянским морякам повод иронически называть их «мультфильмами» (итал. Cartoni animati) — каламбур намекал на слово «картон» (итал. cartone).

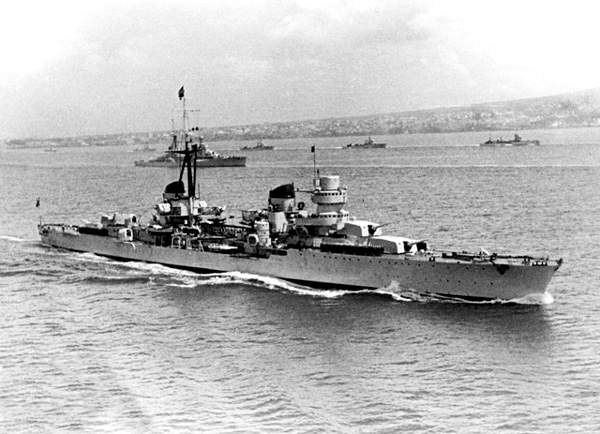
Лёгкий крейсер «Эудженио ди Савойя» типа «Дюка д’Аоста».

Ещё до вступления в строй «Кондоттьери А», итальянский флот заложил два крейсера типа «Луиджи Кадорна», известные как «Кондоттьери B». В целом, они повторяли предыдущий проект, в который были внесены лишь незначительные улучшения. В итоге, итальянский флот получил в 1931—1933 годах шесть скаутов, которые уступали полноценным крейсерам других стран практически по всем характеристикам и при этом не превосходили их в скорости. Столь неприятный результат вынудил итальянское военно-морское командование пересмотреть свои подходы к проектированию кораблей этого класса.
Первыми относительно эффективными лёгкими крейсерами итальянского флота стали «Кондоттьери С» — два корабля типа «Раймондо Монтекукколи», вступившие в строй в 1935 году. Увеличение водоизмещения более чем на 2000 тонн, по сравнению с предшественниками, пошло, главным образом, на усиление броневой защиты. Эти крейсера имели зону неуязвимости от огня 152-мм орудий, но весьма ограниченную, так как броневая палуба на типе «Раймондо Монтекукколи» была слишком тонкой. Артиллерия главного калибра оставалась прежней и имела все те же недостатки. Тем не менее, новые крейсера заметно превзошли типы «А» и «В» и послужили основой для создания «Кондоттьери D» — пары крейсеров типа «Дюка д’Аоста». Они пополнили флот в 1935—1936 годах. Водоизмещение снова выросло, причём почти весь прирост был потрачен на улучшение мореходности и усиление бронирования. Несмотря на это, и новые крейсера имели слишком тонкую горизонтальную защиту и оставались уязвимы для 152-мм снарядов на большинстве дистанций. Артиллерия на «Кондоттьери D» осталась неизменной.

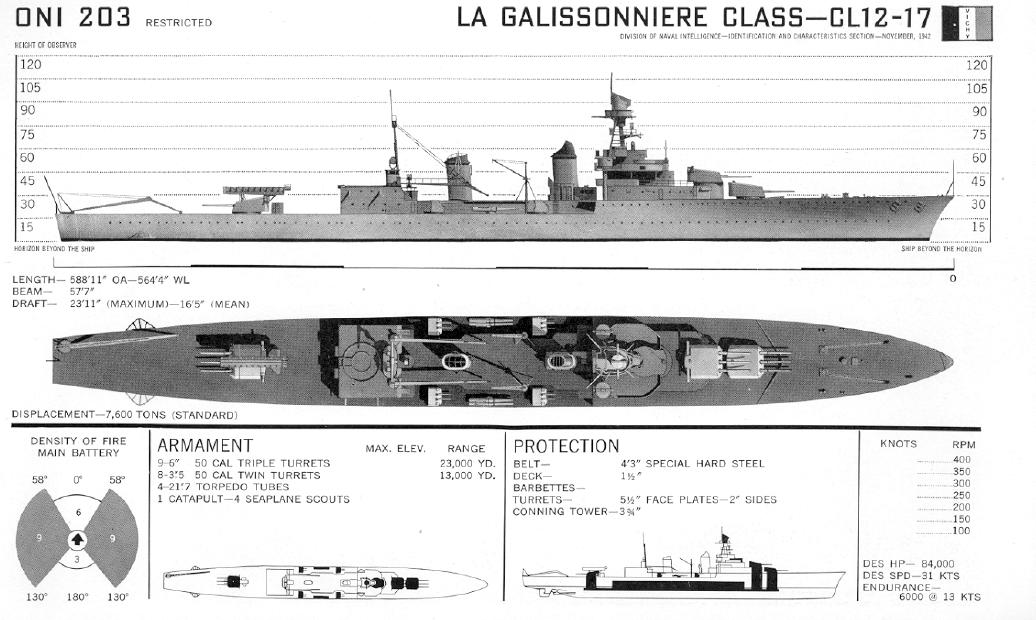
Лёгкий крейсер «Ла Галиссоньер». Схема.

Хотя характеристики крейсеров типов «Раймондо Монтекукколи» и «Дюка д’Аоста» значительно превосходили таковые у «кондоттьери» первых серий, командование ВМС Италии не было полностью удовлетворено своими новыми крейсерами. Их броневая защита не была достаточно надёжной, а артиллерия главного калибра страдала от значительного рассеивания снарядов в залпе. Кроме того, во флотах вероятных противников наметилась тенденция к отказу от превалирующего значения скорости в пользу усиления вооружения и бронирования.
Так, Франция приступила к строительству серии лёгких крейсеров типа «Ла Галиссоньер», которые при умеренной скорости хода несли девять 152-мм орудий и имели достаточно хорошую защиту от 152-мм снарядов. Другой вероятный противник, Великобритания, приступила к постройке лёгких крейсеров типа «Саутгемптон», вооружённых 12-ю 152-мм орудиями и весьма солидно бронированных. Учитывался и тот факт, что и другие великие морские державы начали постройку мощных лёгких крейсеров нового поколения. В Японии были заложены крейсера типа «Могами» с 15-ю 155-мм пушками, а в США строилась крупная серия крейсеров типа «Бруклин» с 15-ю 152-мм орудиями. Защищённость японских и американских крейсеров также была на высоком уровне. На этом фоне «Кондоттьери» C и D стали казаться слишком слабыми.
Перед конструкторами была поставлена задача создать проект, который не уступал бы новейшим зарубежным крейсерам по своим боевым качествам. Требовалось обеспечить защиту от 152-мм снарядов на всех ожидаемых дистанциях боя и частичную защиту от 203-мм снарядов. Кроме того, требовалось усилить вооружение, как количественно, так и качественно. Желая при этом сохранить водоизмещение новых крейсеров в разумных пределах, командование флота разрешило ограничить максимальную скорость хода показателем в 31 узел. Аналогичную цифру при проектировании крейсеров типа «Ла Галиссоньер» задало и командование французского флота. Над проектом «Кондоттьери E» работали совместно специалисты ведущих итальянских судостроительных компаний CRDA и OTO. Благодаря разумным требованиям флота конструкторам удалось создать весьма сбалансированный проект. Фактически этими кораблями завершался переход итальянского флота от облегченных крейсеров-скаутов к полноценным лёгким крейсерам.

## Конструкция

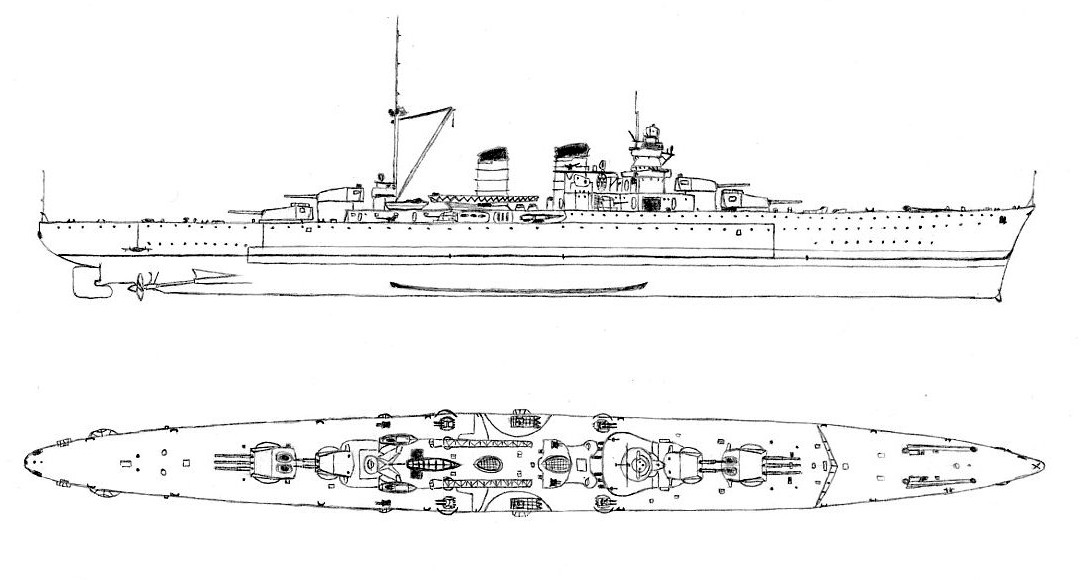
Лёгкий крейсер «Джузеппе Гарибальди». Схема.

### Корпус и архитектура
Умеренные требования флота к максимальной скорости будущих кораблей позволили проектировщикам избежать характерного для предшествующих типов крейсеров удлинения корпуса до миноносных стандартов. При той же длине корпуса, что у типа «Дюка д’Аоста», ширину увеличили почти на 1,5 метра. Эта мера впервые позволила разместить уменьшенные в размерах котлы по два в ряд, что в свою очередь сократило длину машинно-котельных отделений в 1,5 раза. В результате появилась возможность более рациональной компоновки.
Длина полубака была увеличена до 45 % от длины корпуса. Башни главного калибра сдвинули от оконечностей и таким образом разгрузили последние. Изменённый корпус в сочетании с разгруженными и более полными оконечностями, позволил значительно повысить мореходность. Эта мера позволила сократить длину бронированной цитадели и увеличить толщину брони. Более рационально была размещена универсальная артиллерия. Дымовые трубы сдвинули друг к другу, что исключило возможность размещения между ними катапульты, применяемое на «кондоттьери» серий C и D, и вынудило разместить две катапульты по бортам. Носовая надстройка осталась прежнего типа, в виде усеченного конуса, где сосредотачивались все посты управления кораблем, включая бронированную боевую рубку. Так же, как и на предшественниках, фок-мачта отсутствовала. По своему силуэту крейсера имели значительное сходство с модернизированными линкорами типа «Конте ди Кавур».

### Энергетическая установка
Машинно-котельные отделения крейсеров типа «Джузеппе Гарибальди» были скомпонованы в шахматном порядке, по образцу тяжёлых крейсеров типа «Зара». Всего имелось восемь котлов — пять больших и три малых типа Yarrow. Они питали паром две турбины типа Parsons, общей мощностью 100 000 л. с. Несмотря на сниженную мощность, возросшие водоизмещение и ширину, корабли показали вполне хорошие результаты на испытаниях, причём без сверпроектной форсировки турбин. «Дюка делльи Абруцци» развил ход 34,78 узла при водоизмещении 8635 тонн и мощности 103 991 л. с. «Джузеппе Гарибальди» развил 33,62 узла при водоизмещении 10 281 тонны и мощности 104 030 л. с. В боевой обстановке обеспечивался ход 31—32 узла. Запас топлива составил 1680 тонн. При скорости 14 узлов крейсера могли пройти 5360 миль, при скорости 28 узлов — 2400 миль, при скорости 31 узел — 1650 миль.

### Бронирование
Тип «Джузеппе Гарибальди» продолжил тенденцию усиления броневой защиты у итальянских лёгких крейсеров. Общая масса брони достигла 2131 тонны или 24 % от стандартного водоизмещения. Для сравнения, для типа «Раймондо Монтекукколи» этот показатель составлял 1376 тонны или 18,3 %, для типа «Дюка д’Аоста» — 1670 тонн или 20 %. Такой рост бронирования впервые позволил не только дать крейсерам надежную защиту от 152-мм снарядов, но и на определённых дистанциях защитить от 203-мм снарядов. Все бронирование выполнялось из крупповской цементированной брони.
В конструкции броневого пояса итальянцы вновь применили разнесенную защиту. Наружный броневой пояс имел толщину 30 мм и предназначался для ликвидации снарядных бронебойных колпачков. Внутренний броневой пояс имел толщину 100 мм, причём отличался необычной конструкцией. Его плиты были изогнутыми, примыкая к верхней и нижней кромкам внешнего пояса, они отходили внутрь в средней части. Аналогично были устроены траверзы, имевшие такие же параметры, но без уклона внутреннего пояса. Борт выше броневого пояса выполнялся из 20-мм кораблестроительной стали. Броневая палуба накладывалась на броневой пояс и имела увеличенную до 40 мм толщину. Верхняя палуба также бронировалась плитами толщиной 15 мм у борта и 10 мм ближе к диаметральной плоскости. Таким образом, конструкторам удалось устранить уязвимое место предшествующих проектов.
Боевая рубка была защищена броней толщиной 140 мм, её крыша прикрывалась 75-мм броней. Башни главного калибра получили дифференцированное бронирование. Лоб прикрывался 135-мм броней, боковые стенки — 35-мм, крыша — 60-мм. Барбеты башен имели толщину 100 мм, но на некоторых участках её толщина снижалась до 90, 50 и 30 мм. Щиты универсальных орудий имели 8-мм противоосколочное бронирование. В целом бронирование оценивалось как сравнительно хорошее, особенно в плане защиты артиллерии.

### Вооружение

#### Главный калибр
Крейсера типа «Джузеппе Гарибальди» заметно превзошли предшествующие серии «кондоттьери» по огневой мощи. Это было достигнуто, как за счет увеличения количества стволов главного калибра с восьми до десяти, так и переходом на более мощную модель орудий. Они стреляли более тяжёлым снарядом (50 кг против 47,5 кг) и на большую дальность (25 740 м против 22 600 м). Крайне важным усовершенствованием стал новый способ установки орудий. На всех ранее построенных итальянских крейсерах пушки главного калибра размещались попарно в одной орудийной люльке. Это делалось ради экономии места в башне. Так для башенных 152-мм орудий расстояние между осями стволов составляло лишь 75 см, что крайне отрицательно влияло на кучность стрельбы. На типе «Гарибальди» каждое орудие размещалось в отдельной люльке, а расстояние между осями стволов достигло 126 см, причём как в двухорудийных, так и в трёхорудийных башнях.
Пушка 152mm/Mod.1934 была разработана компанией Ansaldo. В сравнение в предыдущими моделями 152-мм орудий итальянского флота, новый образец оказался тяжелее и имел большую длину ствола, что улучшало теплоотдачу. Сам ствол был моноблочным со свободным лейнером. Нарезка постоянная с шагом 30 калибров. Затвор — горизонтальный клиновой. Открывание и закрывание затвора производилось вручную. Механизмы горизонтальной и вертикальной наводки снабжались электроприводами, применялись гидравлические тормоза отката и пневматические прибойники. Обеспечивался угол возвышения от —5° до +45°, заряжание было возможно при углах от —0° до +20°.
В боекомплект входили бронебойные и фугасные снаряды. Бронебойный снаряд весил 50 кг (по другим данным — 49,57 кг), фугасный — 44,57 кг. Бронебойный снаряд снаряжался 1 кг тринитротолуола, и комплектовался донным взрывателем, фугасный — 2,34 кг тринитротолуола, взрыватель головной. Оба снаряда имели длину одинаковую длину 4,13 калибра и снабжались баллистическими колпачками. Для повышения живучести ствола и точности стрельбы, начальная скорость снарядов была снижена в сравнении с 152-мм/53 орудием. Бронебойный снаряд выстреливался со скоростью 925 м/с (1000 м/с у 152-mm/53), более лёгкий фугасный имел начальную скорость 995 м/с. Бронепробиваемость оценивалась как 86 мм крупповской брони на дистанции 14 000 м при попадании по нормали.
Система управления огнём главного калибра была такой же, как и на крейсерах типа «Дюка д’Аоста». Крейсера имели один командно-дальномерный пост, расположенный на носовой надстройке. Он комплектовался двумя пятиметровыми оптическими дальномерами, совмещающего типа и стереоскопическим. Там же находились инклинометр и пост старшего артиллерийского офицера. Данные с командно-дальномерного поста поступали в центральный артиллерийский пост, расположенный под броневой палубой. Там они обрабатывались электромеханическим автоматом стрельбы RM1, созданном на основе британской модели фирмы Barr and Stroud. Кроме того имелось два вспомогательных поста управления огнём, в возвышенных носовой и кормовой башнях, где размещались 7,2-метровые дальномеры и автоматы стрельбы RM2. На крыльях мостика находились посты управления ночным огнём, укомплектованные ночными визирами.

#### Универсальный калибр

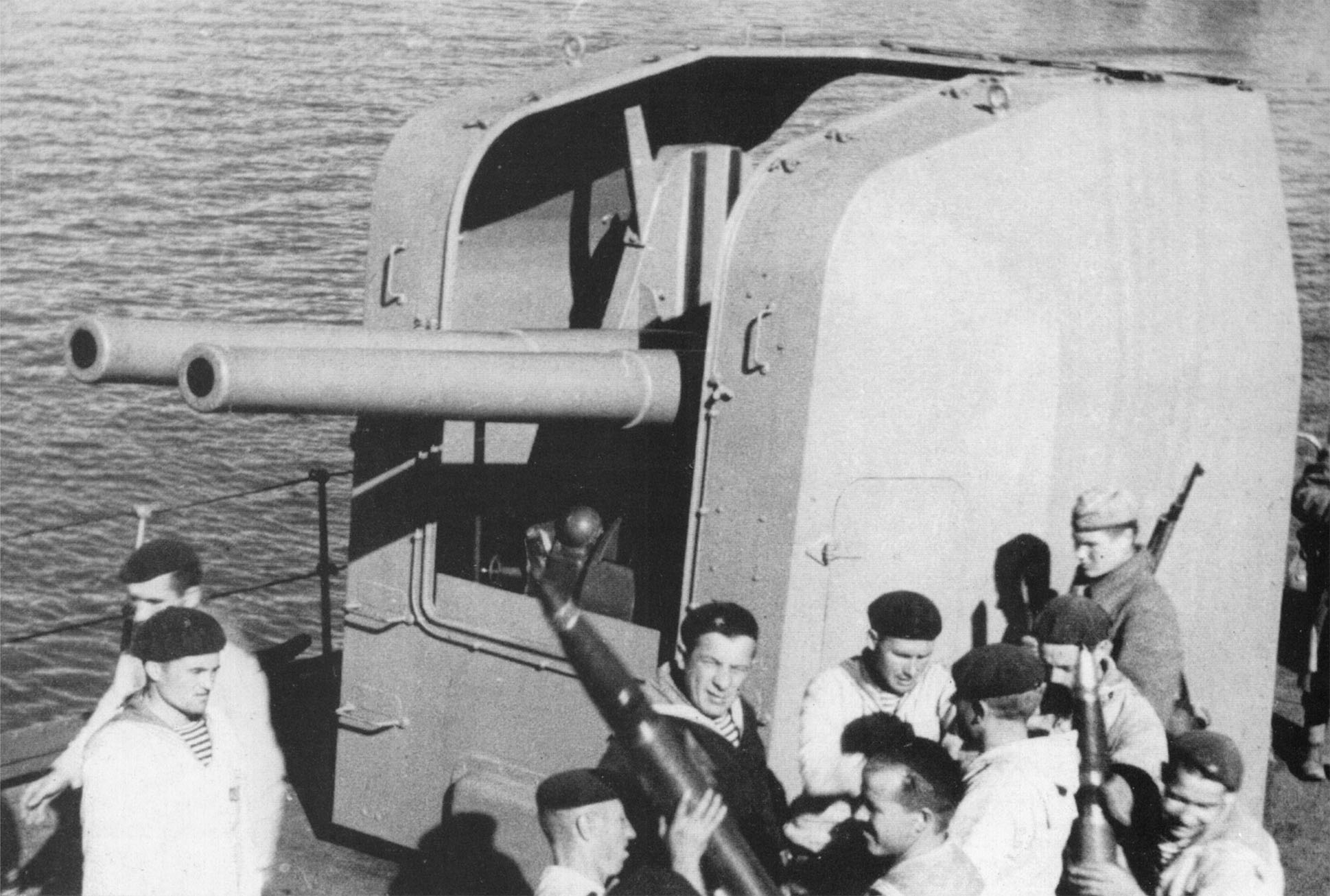
100-мм спаренная установка Минизини.

Универсальный калибр был представлен спаренными установками, разработанными инженер-генералом Эудженио Минизини, в которых размещались 100-мм орудия OTO Mod. 1928. Это орудие было разработано на базе чешской 100-мм пушки Skoda 10cm/50 (oa), которой в годы Первой мировой войны вооружались крейсера и эсминцы австро-венгерского флота. Четыре установки размещались побортно на срезе полубака и в средней части корабля.
Орудие имело лейнированый ствол и клиновой затвор. Заряжание было унитарным, с помощью пневматического досылателя. Живучесть ствола орудия — 500 выстрелов. Спаренная установка весила 15 тонн, снабжалась 8-мм броневым щитом и имела уникальную конструкцию, при которой с увеличением угла возвышения орудий менялась высота цапф. Управление огнём универсальной артиллерии осуществлялось из центрального поста управления универсальной артиллерией. Данные поступали с двух командно-дальномерных постов, оснащённых 3-метровыми дальномерами. Скорости наведения установки были невысоки и составляли 13°/с в горизонтальной плоскости и 7°/с в вертикальной. В начале Второй мировой войны это уже не соответствовало требованиям борьбы со скоростными самолётами.

#### Зенитные автоматы
Основным средством ближней ПВО стали 37-мм спаренные установки Breda Mod. 1932, разработанные компанией Società Italiana Ernesto Breda. Четыре такие установки массой по 5 тонн разместили парами — две на специальной площадке вокруг передней дымовой трубы и две побортно у кормовой надстройки. Автоматика орудия работала за счет отвода пороховых газов. Питание осуществлялось магазинами по шесть патронов, которые вставлялись сверху. Стволы орудий имели водяное охлаждение, для чего на установке монтировался циркуляционный насос. Имелось и простое, но малоэффективное устройство стабилизации установки в ограниченных пределах. Каждая спарка обслуживалась расчетом из семи человек. Точность стрельбы была сравнительно низкой из-за сильной вибрации. Теоретическая скорострельность каждого ствола составляла 200 выстрелов в минуту, но на практике не превышала 140 в/мин ввиду задержек на замену магазинов. Скорость вертикального наведения достигала 14°/мин, горизонтального — 15°/мин. Эффективность установок в качестве зенитного средства считалась ограниченной. Планировалось применять их в основном для заградительного огня по торпедоносцам.
Согласно проекту и в соответствие с веяниями 1930-х годов, ПВО в непосредственной близости от корабля должны были обеспечивать крупнокалиберные зенитные пулемёты. Такое решение было использовано на предвоенных крейсерах практически всех великих морских держав. Итальянский флот применял 13,2-мм спаренные пулемёты Breda Mod. 1931, которые являлись лицензионным воспроизведением французского пулемёта Hotchkiss M1929, разработанного компанией Hotchkiss et Cie. Спаренная установка весила 635 кг. Пулемёт работал за счет отвода пороховых газов, охлаждение ствола было воздушным, причём ствол снабжался ребрами. Питание осуществлялось из 30-зарядных коробчатых магазинов, вставлявшихся сверху. Темп стрельбы составлял 500 в/мин, на практике не превышал 400 в/мин. Живучесть ствола была низкой, что вынуждало вести огонь короткими очередями. Сражения Второй мировой войны показали, что дальность стрельбы крупнокалиберных пулемётов недостаточна, а поражающее действие пули слишком мало. Итальянские авторы оценивают пулемёт Breda Mod. 1931 как малоэффективный. Поэтому в ходе военных действий зенитные пулемёты стали снимать с кораблей и заменять на 20-мм автоматические пушки.
20-мм зенитные автоматы были разработаны компанией Breda на базе её же крупнокалиберного пулемёта Breda Mod. 1931. Автоматика орудия работала на принципе отвода дульных газов, охлаждение ствола было воздушным. Питание осуществлялось при помощи 12-зарядных магазинов, вставляемых горизонтально. Темп стрельбы достигал 240 в/мин, но из-за перерывов на замену магазинов фактически не превышал 150 в/мин. Эффективная досягаемость по высоте — 2500 м. На крейсерах типа «Джузеппе Гарибальди» 20-мм автоматы устанавливались в спаренных установках R.M.1935, причём левое орудие размещалось выше правого. Это было связано с особенностями боепитания — магазин протаскивался через казенник, а стрелянные гильзы вставлялись обратно на свои места. Аналогичный принцип боепитания использовался в станковом пулемёте Breda Mod.1937 итальянской армии. Сама установка R.M.1935 имела весьма значительный вес — 2330 кг. Как и на 37-мм спаренной установке, на R.M.1935 также применялась малоэффективная система стабилизация и в итоге её отключали. Отдача при стрельбе приводила к существенной вибрации, хотя и не столь высокой, как у 37-мм аналога. Расчет состоял из 5 человек, управление огнём отдавалось на откуп наводчику.
|                           | Артиллерия крейсеров типа «Джузеппе Гарибальди» |                               |                           |                          |                          |                         |
| орудие                    | 152,4 mm/55 Ansaldo Mod. 1934                   | 152,4 mm/55 Ansaldo Mod. 1934 | 100 mm/47AA OTO Mod. 1928 | 37 mm/54 Breda Mod. 1932 | 20 mm/65 Breda Mod. 1935 | 13,2 mm Breda Mod. 1931 |
| калибр, мм                | 152,4                                           | 152,4                         | 100                       | 37                       | 20                       | 13,2                    |
| длина ствола, калибров    | 55                                              | 55                            | 47                        | 54                       | 65                       | 75,7                    |
| масса орудия, кг          | 8900                                            | 8900                          | 2000                      | 277                      | 72                       | 47,5                    |
| скорострельность, в/мин   | 4—5                                             | 4—5                           | 8—10                      | 60—120                   | 150                      | 400                     |
| углы склонения            | −5°/45°                                         | −5°/45°                       | −5°/+80°                  | −10°/+80°                | −10°/+100°               | −11°/+85°               |
| вес снаряда, кг           | 50                                              | 50                            | 13,8                      | 0,823                    | 0,134                    | 0,052                   |
| начальная скорость, м/с   | 910—995                                         | 910—995                       | 880                       | 800—830                  | 840                      | 790                     |
| максимальная дальность, м | 24 900—25 740                                   | 24 900—25 740                 | 15 240                    | 7800                     | 2500                     | 2000                    |

#### Минно-торпедное вооружение
Крейсера были вооружены двумя трёхтрубными торпедными аппаратами, установленными на верхней палубе по бортам, в средней части корабля. Боекомплект состоял из 12-ти 533-мм торпед. Крейсера также могли нести до 120 морских мин. Кроме того, для противолодочной обороны были установлены два пневматических бомбомета для стрельбы глубинными бомбами.

#### Авиационное вооружение

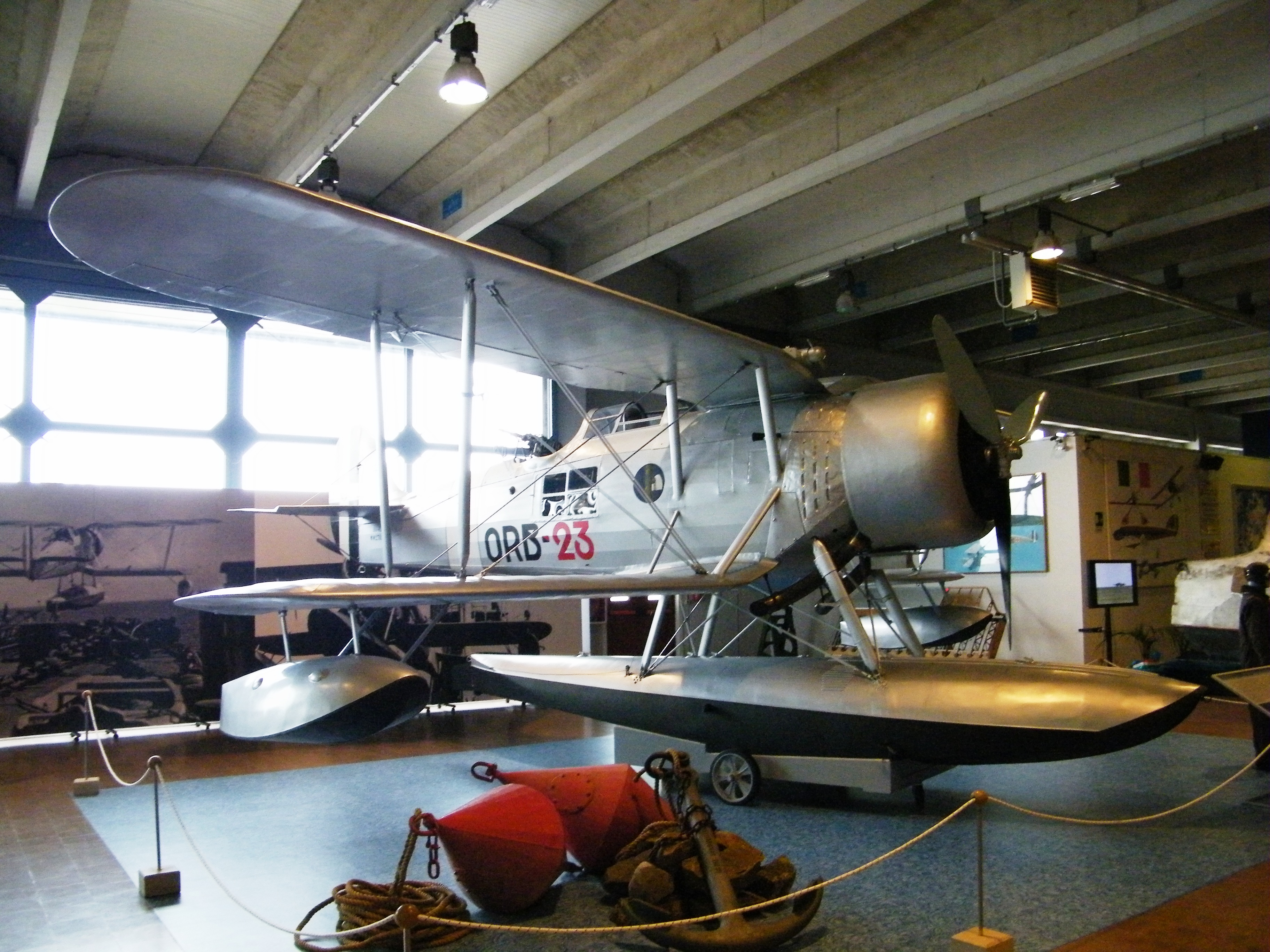
Гидросамолёт Ro.43.

Крейсера типа «Джузеппе Гарибальди» оснащались двумя катапультами, установленными побортно в районе второй дымовой трубы. Авиационный ангар на крейсерах отсутствовал. Теоретически корабли могли нести до четырёх гидросамолётов, но стремление избежать загромождения палубы привело к тому, что на борт брали только два. На протяжении всей войны применялся поплавковый самолёт-разведчик Ro.43, разработанный компанией Industrie Meccaniche Aeronautiche Meridionali. Этот биплан вооружался двумя 7,7-мм пулемётами Breda SAFAT. Операция по подъёму гидросамолёта на борт занимала около получаса и проводилась при волнении моря не более 2-х баллов, поэтому после выполнения задания бортовые самолёты обычно возвращались на береговые базы.
| Экипаж, чел.                      | 2    |
| Взлётный вес, кг                  | 2400 |
| Мощность двигателя, л. с.         | 700  |
| Максимальная скорость, км/ч       | 300  |
| Практический потолок, м           | 6600 |
| Максимальная дальность полёта, км | 1500 |

## Экипаж
Экипаж крейсеров по проекту насчитывал 640 человек в мирное время, в военное возрастал до 692 человек.

## Модернизации военного времени
Будучи новейшими кораблями флота, крейсера типа «Джузеппе Гарибальди» не подвергались значительным модернизациям в годы Второй мировой войны. В 1943 году с крейсеров были сняты неэффективные 13,2-мм пулемёты и заменены на пять спаренных установок 20-мм зенитных автоматов Breda. Летом 1943 года на «Абруцци» разместили германский радиолокатор FuMO 21/39G «De.Te». В 1944 году с обоих крейсеров сняли катапульты и торпедные аппараты, а на их месте установили 2×1 100-мм/47 орудия для стрельбы осветительными снарядами. Тогда же на кораблях смонтировали британские радары тип 286.

## Служба
| название              | заложен              | спущен              | вошёл в строй        | списан               |
| --------------------- | -------------------- | ------------------- | -------------------- | -------------------- |
| «Джузеппе Гарибальди» | 1 декабря 1933 года  | 21 апреля 1936 года | 20 декабря 1937 года | 20 февраля 1971 года |
| «Дюка делльи Абруцци» | 28 декабря 1933 года | 21 апреля 1936 года | 1 декабря 1937 года  | 1 апреля 1961 года   |

### «Джузеппе Гарибальди»
«Джузеппе Гарибальди» строился на верфи компании Cantieri Ruiniti dell’Adriatico (CRDA) в Триесте. Крейсер вошёл в строй 20 декабря 1937 года и после окончания курса боевой подготовки был зачислен в 8-ю дивизию крейсеров. В её составе он принял участие в операциях итальянского флота в поддержку генерала Франко. 7 апреля 1939 года «Джузеппе Гарибальди» поддерживал огнём высадку итальянских войск в порту Дуррес в ходе вторжения итальянских войск в Албанию. После вступление Италии во Вторую мировую войну «Джузеппе Гарибальди» обычно действовал совместно с «Дюка делльи Абруцци». С декабря 1940 года по март 1941 года крейсера этого типа оперировали в Адриатическом море. Летом 1941 года они были привлечены к прикрытию итальянских конвоев в Северную Африку. В ходе одного из таких походов 28 июля 1941 года «Гарибальди» был атакован британской подводной лодкой Upholder и получил торпедное попадание в носовую часть у первой башни главного калибра. Корабль принял 700 тонн воды, но самостоятельно дошёл до Палермо. Ремонт крейсера проводился в Неаполе и затянулся на четыре месяца.

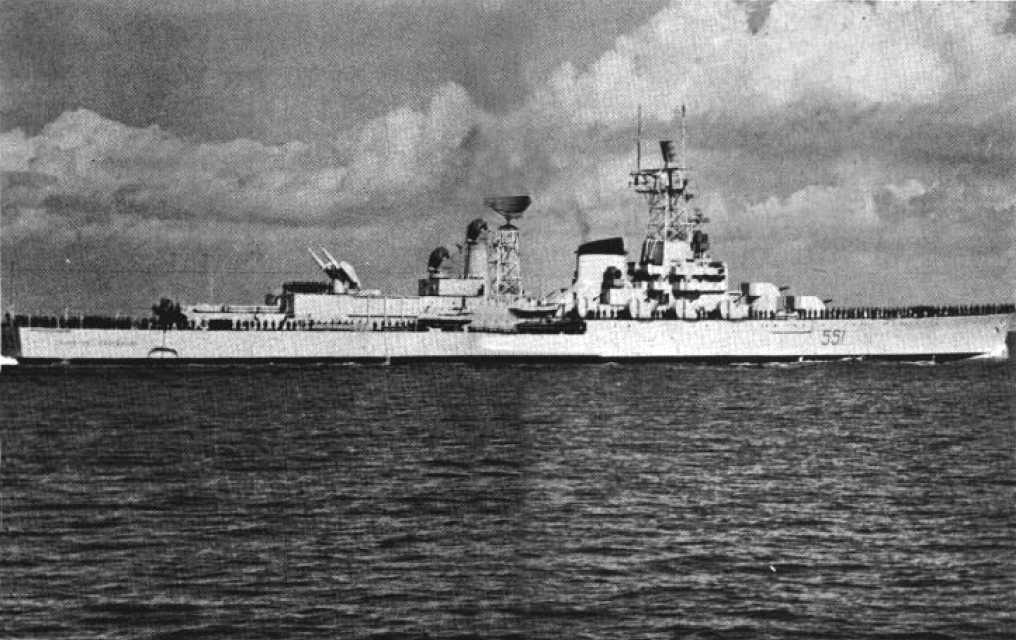
Ракетный крейсер «Джузеппе Гарибальди» после 1962 года.

После возвращения в строй «Гарибальди» вновь участвовал в конвойных операциях. 22 ноября 1941 года он прикрывал повреждённый «Абруццо» от атак вражеской авиации. С декабря 1941 года по март 1942 года крейсер принял участие в проводке ещё трёх конвоев. Далее до конца июня 1942 года корабль бездействовал из-за отсутствия топлива. В течение следующего года «Гарибальди» нес рутинную службу в итальянских и греческих портах, лишь изредка выходя в море. После выхода Италии из войны, оба крейсера типа «Гарибальди» перешли на службу к союзникам. Намечалось отправить «Гарибальди» во Фритаун вместе с «Абруццо» для перехвата немецких блокадопрорывателей, но ремонт корабля затянулся. Фактически «Гарибальди» прибыл во Фритаун лишь 18 марта 1944 года, но в операциях этого типа уже не было необходимости и спустя неделю крейсер направился обратно в Италию. Оставшееся до конца войны время «Гарибальди» действовал в роли быстроходного войскового транспорта.
После окончания Второй мировой войны «Гарибальди» был зачислен в состав нового итальянского флота. В 1950—1953 годах он вместе с «Абруцци» прошёл модернизацию, в ходе которой количество 100-мм спаренных установок сократилось до двух, все отечественные зенитные автоматы были сняты и вместо них установили произведенные по лицензии 40-мм автоматы «Бофорс» в количестве 24 стволов. Была снята одна дымовая труба и два котла, в результате чего скорость снизилась до 29 узлов. В 1957 году «Джузеппе Гарибальди» поставили на радикальную реконструкцию. С крейсера сняли всю артиллерию. Вместо прежнего вооружения разместили в носовой части две спаренные 135-мм универсальные артустановки новой модели. Пушки были полностью автоматизированы и могли выпускать до 40 снарядов в минуту на один ствол. Вторым калибром стали новейшие 76-мм автоматы M.M.I., которых установили 8 единиц. Главным калибром корабля стал американский ЗРК RIM-2 Terrier, установленный в корме. Комплекс имел спаренную пусковую установку, в погребе находилось 72 ракеты. Были полностью заменены радиоэлектронные системы корабля. Уникальной особенностью «Гарибальди» стало оборудование на нём четырёх шахтных пусковых установок для баллистических ракет UGM-27 Polaris американского производства с ядерными боеголовками. Были произведены учебные стрельбы, но после Карибского кризиса 1962 года НАТО отказалось от ряда ракетных программ и баллистические ракеты так никогда и не устанавливались на «Гарибальди». «Джузеппе Гарибальди» был выведен из состава флота 20 февраля 1971 года и разобран на металл в 1976—1979 годах.

### «Дюка делльи Абруцци»

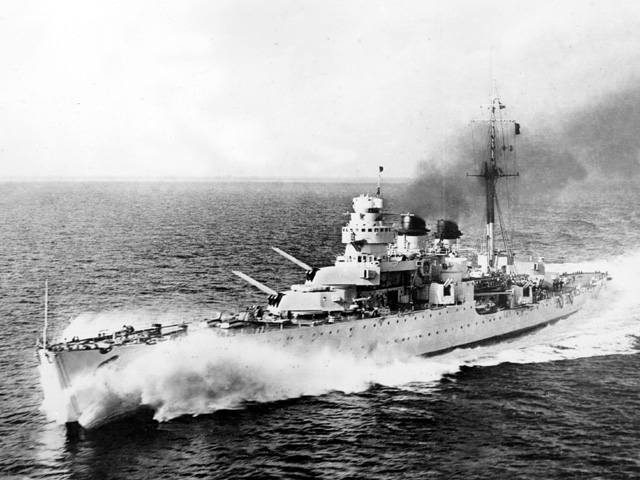
Лёгкий крейсер «Дюка делльи Абруцци».

«Дюка делльи Абруцци» строился на верфи компании Odero Terni Orlando (OTO) в Специи и вошёл в строй 1 декабря 1937 года. После прохождения курса боевой подготовки он был включен в состав 8-й дивизии 1-й эскадры. Крейсер успел поучаствовать в операциях итальянского флота у берегов Испании, с целью поддержки франкистов в ходе гражданской войны. В начале 1939 года «Абруцци» посетил с визитом Португалию, после чего стал флагманским кораблем 8-й эскадры. В апреле 1939 года крейсер принял участие в поддержке итальянской операции по захвату Албании и впервые открыл огонь в боевой обстановке.
После вступления Италии во Вторую мировую войну, «Абруцци» принимал участие во многих операциях флота. Крейсер входил в состав итальянского соединения в ходе боя у Калабрии 9 июля 1940 года, в ходе которого он не добился никаких успехов, но и не получил повреждений. В декабре—марте 1940 года «Абруцци» вместе с «Гарибальди» действовали в Адриатическом море, сопровождая войсковые конвои. 4 марта 1940 года крейсера обстреляли позиции греческих войск. В ходе этой операции они были атакованы британской авиацией, но попаданий не получили. 28 марта 1940 года «Абруцци» в составе 8-й дивизии принял незначительное участие в бою у мыса Гавдос против британских крейсеров. В решающем сражении у мыса Матапан он не участвовал.
В мае 1940 года «Абруцци» дважды выходил в море для прикрытия конвоев в Северную Африку в составе соединений флота. 21 мая 1940 он был атакован британской подводной лодкой Urge, но торпеды прошли мимо. В августе—сентябре 1941 года «Абруцци» дважды принимал участие в неудачных попытках итальянского флота перехватить британские конвои на Мальту. В ноябре 1941 года крейсер был включен в состав сил прикрытия крупного итальянского конвоя, направлявшегося в Ливию. В ходе этой миссии итальянские корабли подверглись атакам британских подводных лодок и британской авиации, действовавшей с острова Мальта. В ночь на 22 ноября 1941 года «Абруцци» получил попадание авиационной торпеды в кормовую часть и потерял ход. Командир конвоя оставил повреждённый крейсер под прикрытием двух эсминцев и двинулся дальше. Между тем, команда «Абруцци» пыталась восстановить работу машин и рулевое управление. Эсминцы неоднократно брали крейсер на буксир, но были вынуждены каждый раз прекращать буксировку вследствие продолжающихся атак британских бомбардировщиков и торпедоносцев. Только ближе к утру «Абруцци» смог дать ход 4 узла, частично исправить рули, и направился в Мессину, куда прибыл к полудню 23 ноября 1941 года. На переходе его сопровождали крейсер «Гарибальди» и четыре эсминца.
Ремонт «Абруцци» проводился на разных верфях и закончился в июле 1942 года. К этому времени итальянский флот практически бездействовал вследствие дефицита топлива. Крейсер базировался на различные порты Южной Италии и Греции, но в море выходил крайне редко. После подписания перемирия, «Абруцци» прибыл на Мальту в сентябре 1943 года. В составе 8-й дивизии крейсеров он был направлен во Фритаун, куда прибыл 13 ноября 1943 года. В период до 7 февраля 1944 года «Абруцци» совершил пять выходов в Атлантику с целью перехвата немецких блокадопрорывателей, но успеха не имел. В апреле 1944 года крейсер вернулся в Италию и до конца войны использовался в роли войскового транспорта.
После окончания войны «Абруцци» был оставлен в составе возрожденного итальянского флота. В 1950—1953 годах он прошёл модернизацию, в ходе которой количество 100-мм спаренных установок сократилось до двух, все отечественные зенитные автоматы были сняты и вместо них установили произведенные по лицензии 40-мм автоматы «Бофорс» в количестве 24 стволов (4×4 и 4×2). Была снята одна дымовая труба и два котла, в результате чего скорость снизилась до 29 узлов. В 1954 году на «Абруцци» установили радиолокационные станции американского производства и перестроили надстройки. Артиллерия главного калибра была полностью сохранена. 1 мая 1961 года «Дюка делльи Абруцци» исключили из списков флота и в 1965 году разобрали на металл.

## Оценка проекта
Крейсера типа «Джузеппе Гарибальди» стали наиболее совершенными лёгкими крейсерами Королевских военно-морских сил Италии. Их постройка ознаменовала собой окончательный отход руководства флота от создания облегченных крейсеров-разведчиков и переход к строительству полноценных лёгких крейсеров. Корабли этого типа получили солидную броневую защиту, их вооружение было заметно усилено, мореходность значительно улучшилась. При этом скоростные качества типа «Гарибальди» находились на достаточно хорошем уровне и не уступали аналогичным кораблям потенциальных противников. Сравнение типа «Гарибальди» с современными им лёгкими крейсерами других европейских держав позволяет заключить, что итальянским конструкторам удалось создать вполне удачный проект, который в целом не уступал зарубежным аналогам, в чём-то их и превосходил.
| Сравнительные ТТХ «Джузеппе Гарибальди» и его потенциальных противников | Сравнительные ТТХ «Джузеппе Гарибальди» и его потенциальных противников | Сравнительные ТТХ «Джузеппе Гарибальди» и его потенциальных противников | Сравнительные ТТХ «Джузеппе Гарибальди» и его потенциальных противников | Сравнительные ТТХ «Джузеппе Гарибальди» и его потенциальных противников | Сравнительные ТТХ «Джузеппе Гарибальди» и его потенциальных противников |
| Основные элементы                                                       | «Джузеппе Гарибальди»                                                   | «Ла Галиссоньер»                                                        | «Линдер»                                                                | «Саутгемптон»                                                           | «Манчестер»                                                             |
| ----------------------------------------------------------------------- | ----------------------------------------------------------------------- | ----------------------------------------------------------------------- | ----------------------------------------------------------------------- | ----------------------------------------------------------------------- | ----------------------------------------------------------------------- |
| Водоизмещение, стандартное/полное, т                                    | 9050/11 346                                                             | 7600/9100                                                               | 7270/9189                                                               | 9100/11 350                                                             | 9400/11 660                                                             |
| Энергетическая установка, л. с.                                         | 100 000                                                                 | 84 000                                                                  | 72 000                                                                  | 75 000                                                                  | 82 500                                                                  |
| Максимальная скорость, узлов                                            | 34                                                                      | 31                                                                      | 32,5                                                                    | 32                                                                      | 32,3                                                                    |
| Дальность плавания, миль на скорости, узлов                             | 5360 (14)                                                               | 5500 (14)                                                               | 5730 (13)                                                               | 7700 (13)                                                               | 7850 (13)                                                               |
| Артиллерия главного калибра                                             | 2×2 и 2×3 — 152-мм                                                      | 3×3 — 152-мм                                                            | 4×2 — 152-мм                                                            | 4×3 — 152-мм                                                            | 4×3 — 152-мм                                                            |
| Универсальная артиллерия                                                | 4×2 — 100-мм                                                            | 4×2 — 90-мм                                                             | 4×2 — 102-мм                                                            | 4×2 — 102-мм                                                            | 4×2 — 102-мм                                                            |
| Лёгкая зенитная артиллерия                                              | 4×2 — 37-мм, 4×2 — 13,2-мм                                              | 4×2 — 13,2-мм                                                           | 3×4 — 12,7-мм                                                           | 2×4 — 40-мм, 2×4 — 12,7-мм                                              | 2×4 — 40-мм, 2×4 — 12,7-мм                                              |
| Торпедное вооружение                                                    | 2×3 — 533-мм ТА                                                         | 2×2 — 550-мм ТА                                                         | 2×4 — 533-мм ТА                                                         | 2×3 — 533-мм ТА                                                         | 2×3 — 533-мм ТА                                                         |
| Бронирование, мм                                                        | Борт — 30+100, палуба — 15+40, башни — 135, рубка — 140                 | Борт — 105+20, палуба — 38, башни — 100, рубка — 95                     | Борт — 76, палуба — 32, башни — 25                                      | Борт — 114, палуба — 32, башни — 25                                     | Борт — 114, палуба — 51, башни — 102                                    |
| Экипаж, чел.                                                            | 692                                                                     | 674                                                                     | 570                                                                     | 800                                                                     | 800                                                                     |